# Laurentius Ziekenhuis
Het Laurentius Ziekenhuis is een algemeen ziekenhuis in Roermond, net buiten het centrum. Het ziekenhuis heeft 290 bedden en biedt werk aan ruim 1600 personen (2017).
Het Laurentius Ziekenhuis is een ziekenhuis voor en van de inwoners van Midden-Limburg en levert kwalitatief hoogstaande, klantgerichte, toegankelijke en efficiënte zorg voor het volledige pallet aan medisch specialistische zorg en de daartoe benodigde verpleging en verzorging.